# Paul Hayes
Paul Hayes (Dagenham, 20 settembre 1983) è un ex calciatore inglese, di ruolo attaccante.

## Biografia
Suo fratello maggiore Martin è a sua volta stato un calciatore professionista (ha anche giocato più di 100 partite nella prima divisione inglese, oltre a rappresentare l'Inghilterra a livello di nazionale Under-21).

## Carriera

### Giocatore
Hayes inizia a giocare nelle giovanili del Norwich City nel 1986, all'età di 13 anni, rimanendovi fino al 2001, quando viene aggregato alla prima squadra. Nella stagione 2001-2002, tuttavia, gioca solamente in partite amichevoli e siede saltuariamente in panchina in partite ufficiali, senza mai riuscire ad esordire: anche per questo motivo, non trovando spazio ai Canaries, nell'ottobre del 2002 in accordo con la società sostiene un provino con il Torquay Utd, club della quarta divisione inglese, che però non si concretizza in un trasferimento. Il 3 dicembre del 2002 viene tuttavia ceduto a titolo definitivo allo Scunthorpe Utd, club di quarta divisione: fa il suo esordio con gli Irons (e di fatto anche tra i professionisti) subentrando dalla panchina in una partita di campionato contro il Southend Utd; alla sua prima partita da titolare, contro l'Hull City, segna poi il suo primo gol tra i professionisti. Il 19 marzo 2003 segna invece la sua prima doppietta in carriera, contro il Rochdale. Nel corso della stagione, che per il club si conclude con un quinto posto in classifica e con l'eliminazione nella semifinale play-off, Hayes segna 8 gol in 18 partite di campionato, giocando inoltre anche entrambe le partite dei play-off contro il Lincoln City. Nella stagione successiva si guadagna invece un posto da titolare, giocando 35 partite di campionato, nelle quali segna però solamente 2 reti; nella stagione 2004-2005 va invece a segno con grande regolarità: gioca infatti tutte e 46 le partite di campionato e mette a segno 18 reti, dando così un contributo importante alla promozione del club in terza divisione.
Il 2 giugno 2005 lascia lo Scunthorpe United per firmare un contratto con il Barnsley, club di terza divisione: la sua prima stagione con i Tykes si conclude con un'altra promozione, questa volta in seconda divisione; Hayes segna in particolare 6 gol in 35 partite di campionato, a cui aggiunge però 2 reti in 3 presenze nei play-off, uno dei quali è il momentaneo 1-0 nella vittoriosa finale play-off contro i gallesi dello Swansea City, nella quale realizza peraltro anche uno dei calci di rigore che decidono l'incontro. L'anno seguente esordisce quindi in seconda divisione, segnando 5 reti in 30 partite di campionato: nella seconda parte della stagione perde però il posto da titolare in favore dei due compagni di reparto ungheresi István Ferenczi e Péter Rajczi, e così il 23 febbraio 2007 viene ceduto in prestito all'Huddersfield Town, club di terza divisione, con cui realizza una rete in 4 partite di campionato. Nell'estate del 2007 fa ritorno allo Scunthorpe United, nel frattempo salito in seconda divisione, con cui firma un contratto triennale; la sua prima stagione è discreta a livello individuale (8 gol in 40 partite di campionato) ma si conclude con la retrocessione del club in terza divisione, categoria nella quale la permanenza dura però soltanto un anno: nella stagione 2008-2009, infatti, gli Irons vincono i play-off e fanno così ritorno in seconda divisione, anche grazie alle 16 reti in 47 partite (44 di campionato e 3 nei play-off) di Hayes, che con 3 reti in 7 presenze contribuisce anche al raggiungimento della finale (poi persa) del Football League Trophy. Nella stagione successiva Hayes realizza 9 reti in 45 presenze in seconda divisione, e nell'estate del 2010 firma un contratto di tre anni con il Preston N.E., altro club della medesima categoria. La sua permanenza ai Lilywhites, che avevano forti problemi economici ed a fine anno sarebbero retrocessi in terza divisione, non è però fortunata: dopo 2 reti in 23 presenze viene infatti ceduto in prestito a stagione in corso al Barnsley come parziale contropartita tecnica nel trasferimento del canadese Iain Hume, e dopo aver giocato ulteriori 7 partite in seconda divisione con i Tykes fa ritorno al Preston, con cui il 17 giugno 2011 rescinde consensualmente il contratto. Il 21 giugno, solo quattro giorni dopo la rescissione con il Preston, firma un contratto triennale con il Charlton, club di terza divisione; a causa del successivo arrivo in squadra del francese Yann Kermorgant Hayes finisce però per non essere titolare, segnando 4 reti in 26 partite di campionato. Il 26 febbraio viene così ceduto in prestito insieme al compagno di squadra Gary Doherty al Wycombe, altro club di terza divisione, con cui realizza 6 reti in altrettante partite di campionato.
Il 20 agosto 2012 il Charlton, nel frattempo promosso in seconda divisione, cede Hayes gratuitamente al Brentford, in terza divisione; l'attaccante firma un contratto triennale con le Bees, con cui esordisce già il 21 agosto subentrando dalla panchina nella partita di campionato persa per 3-1 in casa contro lo Yeovil Town, nella quale fallisce anche un calcio di rigore. Il 28 marzo 2013, dopo complessive 4 reti in 23 partite di campionato, viene ceduto in prestito al Crawley Town, altro club di terza divisione, con cui conclude la stagione segnando 2 reti in 23 presenze; fa poi ritorno al Brentford per i play-off della stagione 2012-2013, che si concludono con una sconfitta per 2-1 nella finale contro lo Yeovil Town: Hayes gioca tra l'altro in 2 partite dei play-off disputate dalle Bees, senza però mai segnare. L'anno seguente rimane inizialmente in rosa al Brentford, con cui non gioca però nessuna partita ufficiale, salvo poi il 4 ottobre 2013 passare in prestito per un mese al Plymouth, con cui gioca 6 partite in quarta divisione senza mai segnare, tornando poi al Brentford al termine del prestito, dove rimane in rosa per un altro mese e mezzo senza di fatto mai giocare. Il 17 dicembre 2013 firma un contratto fino al termine della stagione 2013-2014 con lo Scunthorpe United, club in cui torna quindi per la terza volta in carriera: questa nuova esperienza nel club si conclude con 4 reti in 16 presenze in quarta divisione e con la conquista di una promozione in terza divisione, ma a fine anno il suo contratto in scadenza non viene rinnovato, e così Hayes lascia, questa volta definitivamente, lo Scunthorpe United, club con cui in carriera ha totalizzato complessivamente 282 presenze e 78 reti fra tutte le competizioni ufficiali.
Nel maggio del 2014 firma un contratto biennale con il Wycombe, in quarta divisione; la sua permanenza nel club, che grazie ad un rinnovo contrattuale dura più dei due anni del suo contratto originale, si conclude con 19 reti in 101 partite di campionato, tutte in quarta divisione, alle quali si aggiungono 3 presenze nei play-off della Football League Two 2014-2015, nei quali i Chairboys vengono sconfitti in finale ai calci di rigore dal Southend Utd. Il 22 settembre 2017, all'età di 34 anni, dopo aver giocato in stagione le sue ultime 2 partite nel Wycombe, Hayes esce per la prima volta in carriera dai campionati della Football League, firmando un contratto con l'Hemel H. Town, club di National League South (sesta divisione). Dopo sole tre settimane, nelle quali peraltro non gioca nessuna partita ufficiale, lascia però il club, ed il successivo 17 ottobre firma un contratto fino a fine stagione con i gallesi del Newport County, club della quarta divisione inglese: nel corso dell'annata segna in totale 3 gol in 13 partite di campionato, ed a fine anno il suo contratto in scadenza non viene rinnovato.
Nella stagione 2018-2019 gioca invece stabilmente da titolare con i semiprofessionisti dell'AFC Sudbury, club di Isthmian League North Division (ottava divisione); si ritira infine all'inizio della stagione 2020-2021 (dopo l'interruzione di quest'ultima per i club non professionistici per via della pandemia di COVID-19), dopo aver giocato per quattro diversi club (tutti tra l'ottava e la nona divisione) nell'arco di poco più di un anno solare. Dopo due anni di inattività riprende per un periodo a giocare nel corso della stagione 2022-2023, nella quale veste le maglie dei dilettanti di Bowers & Pitsea ed Haverhill Rovers.
In carriera ha totalizzato complessivamente 532 presenze (più ulteriori 14 nei play-off) e 116 reti nei campionati della Football League, nell'arco di 17 stagioni.

### Dirigente
Dal 2020 al 2022 è rimasto al Chatham Town come direttore sportivo, per poi a partire dall'inizio della stagione 2022-2023 andare a ricoprire un ruolo analogo al Bowers & Pitsea, club di Isthmian League (settima divisione).

### Allenatore
All'inizio della stagione 2023-2024 diventa allenatore del Dunmow Town, club neopromosso in Eastern Counties Football League Division One South (decima divisione).